# Torrita Tiberina
Torrita Tiberina là một đô thị ở tỉnh Roma in the Italian region Lazio, có cự ly khoảng 40 km về phía bắc của Roma. Tại thời điểm ngày 31 tháng 12 năm 2004, đô thị này có dân số 1.010 người và diện tích là 10,8 km².
Torrita Tiberina giáp các đô thị: Filacciano, Montopoli di Sabina, Nazzano, Poggio Mirteto.